# Ahellil
Ahellil o ahellel è la denominazione utilizzata, in diverse zone del Nordafrica, per descrivere particolari composizioni poetiche in lingua berbera. Il tipo di composizioni, la loro lunghezza, il metro e l'argomento variano a seconda delle regioni. Una innegabile assonanza col termine hallêl, che designa, in ebraico i salmi che cominciano con l'invocazione Hallelû Yah ("lodate Dio"), e la circostanza che là dove esiste il termine sembra piuttosto legato all'ambito religioso ha fatto avanzare l'ipotesi che alla base dell'ahellil vi siano stati influssi ebraici, il che non può essere escluso, vista l'esistenza, storicamente provata, di comunità ebraiche (e forse anche cristiane) nelle regioni del Nordafrica dove oggi è in uso questo termine, almeno fino al XV secolo, anche se difficilmente si potranno avere conferme fattuali che permettano di andare al di là delle semplici ipotesi.

## Attestazioni del termine
- in Marocco, nelle regioni del Medio Atlante, viene chiamato ahellel un tipo di composizione poetica di una certa lunghezza e di argomento serio (spesso, ma non solo, religioso);
- presso i Tuareg del nord, nella regione dell'Ahaggar, Charles de Foucauld ha descritto un antico ritmo poetico denominato ahellel s-Mess-inegh ("Ahellel col nostro Signore").
- In Cabilia (Algeria), il termine ahellel non è oggi usato, ma la denominazione di ihellalen (letteralmente "recitatori di ahellel) indica quelle compagnie di giovani che nel mese di Ramadan percorrono le strade dei villaggi cantando ad alta voce per ridestare la gente prima dell'alba, per consentire il pasto prima dell'inizio del digiuno.

### Gliahellildel Gourara
Negli ksour berberofoni del Gourara è tuttora molto praticato, soprattutto in occasione di talune festività religiose, un genere musicale particolare che comporta l'esecuzione di canti in coro, danze e partecipazione collettiva dell'uditorio. Esso prevede l'intervento di numerosi partecipanti: un capo-coro che dirige il movimento del coro, un solista (abecniw) affiancato da due o tre suonatori (almeno un battitore di tamburo (gellal) e un suonatore di bengri (una sorta di liuto) o di flauto (temja), mentre due danzatori lo precedono rivolti verso di lui e camminando quindi all'indietro, mentre i partecipanti al coro, un buon numero di abitanti del villaggio, fanno un cerchio intorno ad essi stringendosi spalla a spalla, si muovono lentamente in senso antiorario, battono le mani e rispondono al solista.
Nel 2005 l'UNESCO ha proclamato gli ahellil capolavoro del patrimonio orale e immateriale dell'Umanità. Il timore di molti tra quanti hanno a cuore la cultura del Gourara è che questo riconoscimento, lungi dall'aiutare a preservare questo patrimonio, finirà per contribuire alla sua "folklorizzazione", con conseguente distacco dai valori tradizionali al cui interno gli ahellil sono nati. Eloquenti in proposito le osservazioni di Mouloud Mammeri:
(Mouloud Mammeri, "Culture du peuple ou culture pour le peuple", Awal 1 (1985), p. 54)